# Paul G. Comba
Paul G. Comba (* Tunis, 1926 - 5 april 2017)  was een Italiaans-Amerikaanse informaticus, een amateurastronoom en een productieve ontdekker van planetoïden. Hij ontdekte (per april 2017) 682 planetoïden en stond daarmee op de 27e plaats in de lijst van planetoïde-ontdekkers.
Op 20-jarige leeftijd ging hij in 1946 met een beurs naar het California Institute of Technology, waar hij in 1951 promoveerde in de wiskunde bij Frederic Bohnenblust. Na zijn afstuderen doceerde hij tot 1960 wiskunde aan de Universiteit van Hawaï in Manoa. Daarna stapte hij over naar IBM als softwareontwikkelaar. Hij ontwikkelde een computerprogramma voor de naar hem genoemde comba-vermenigvuldiging en ontving in 2003 de Leslie C. Peltier-prijs voor zijn verdiensten in de astronomie. Later leidde hij het Prescott Observatory in Arizona.
Hij is de auteur van de Astronomical League's Asteroid Club Observing Guide en lid van de Prescott Astronomy Club.
De planetoïde (7636) Comba is naar hem vernoemd.